# 24607 Sevnatu
24607 Sevnatu (1977 PC1) là một tiểu hành tinh vành đai chính được phát hiện ngày 14 tháng 8 năm 1977 bởi N. S. Chernykh ở Đài vật lý thiên văn Crimean.